# Свети Илия (Каменица)
Вижте пояснителната страница за други значения на Свети Илия.
„Свети Илия“ (на македонска литературна норма: „Свети Илија“) е възрожденска православна църква в град Каменица, източната част на Република Македония. Част е от Царевоселско-Каменишката епархия на Македонската православна църква – Охридска архиепископия. Църквата е построена в 1860 година и е гробищен храм, разположен в северната част на града. Храмът не е изписан. Има ценни икони от XIX век, дело на неизвестен автор.